# Wolfe Tones
Wolfe Tones är ett irländskt band som framför irländsk folkmusik, ofta med politiska texter. Bandet bildades 1963 och är namngivet efter den irländska rebelledaren Theobald Wolfe Tone. Dess medlemmar är Derek Warfield, Brian Warfield, Noel Nagle och Tommy Byrne. Förutom på Irland har Wolfe Tones även haft kommersiella framgångar i bland annat USA.

## Diskografi
- 1963 – Let the People Sing
- 1964 – Spirit of the Nation
- 1986 – Live Alive-Oh
- 1987 – A Sense of Freedom
- 1991 – Profile
- 1991 – Rifles of the I.R.A.
- 1993 – Across the Broad Atlantic
- 1993 – Belt of the Celts
- 1993 – Irish to the Core
- 1993 – Sing Out For Ireland
- 2005 – You'll Never Beat the Irish
- 2005 – We Must Carry On
- 2005 – Profile